# ASKY Airlines
ASKY Airlines es una aerolínea de pasajeros con base en Lomé, la capital de Togo. La aerolínea tiene su base de operaciones en el Aeropuerto de Lomé-Tokoin.
La aerolínea fue fundada en junio de 2008 por Ethiopian Airlines, que ostenta el 25 por ciento del accionariado de ASKY. Inicialmente programado para abril de 2009, el primer vuelo tuvo lugar el 15 de enero de 2010. Sus vuelos son operados por aviones cedidos de Ethiopian Airlines, incluyendo sus tripulaciones. 

## Destinos

### Destinos actuales
ASKY Airlines opera los siguientes servicios regulares en África (agosto de 2022):
| Países                          | Destinos      | Aeropuertos                                                     |
| ------------------------------- | ------------- | --------------------------------------------------------------- |
| Benín                           | Cotonú        | Aeropuerto de Cotonú-Cadjehoun                                  |
| Burkina Faso                    | Uagadugú      | Aeropuerto de Uagadugú                                          |
| Cabo Verde                      | Praia         | Aeropuerto Internacional Nelson Mandela                         |
| Camerún                         | Duala         | Aeropuerto Internacional de Duala                               |
| Camerún                         | Yaundé        | Aeropuerto Internacional de Yaundé Nsimalen                     |
| Chad                            | Yamena        | Aeropuerto Internacional de Yamena                              |
| Costa de Marfil                 | Abiyán        | Aeropuerto Port Bouet                                           |
| Francia                         | París         | Aeropuerto de París-Charles de Gaulle                           |
| Gabón                           | Libreville    | Aeropuerto Internacional de Libreville-Leon M'ba                |
| Gambia                          | Banjul        | Aeropuerto Internacional Yundum                                 |
| Ghana                           | Acra          | Aeropuerto Internacional de Kotoka                              |
| Guinea                          | Conakry       | Aeropuerto Internacional Ahmed Sékou Touré                      |
| Guinea-Bisáu                    | Bisáu         | Aeropuerto Internacional Osvaldo Vieira                         |
| Guinea Ecuatorial               | Malabo        | Aeropuerto de Malabo-Santa Isabel                               |
| Liberia                         | Monrovia      | Aeropuerto Internacional Roberts                                |
| Mali                            | Bamako        | Aeropuerto Internacional de Bamako-Sénou                        |
| Níger                           | Niamey        | Aeropuerto Internacional Diori Hamani                           |
| Nigeria                         | Abuya         | Aeropuerto Internacional Nnamdi Azikiwe                         |
| Nigeria                         | Lagos         | Aeropuerto Internacional Murtala Muhammed                       |
| República Centroafricana        | Bangui        | Aeropuerto Internacional de Bangui M'Poko                       |
| República del Congo             | Brazzaville   | Aeropuerto de Maya-Maya                                         |
| República Democrática del Congo | Kinsasa       | Aeropuerto Internacional de N'Djili                             |
| Senegal                         | Dakar         | Aeropuerto Internacional Blaise Diagne                          |
| Sierra Leona                    | Freetown      | Aeropuerto Internacional de Lungi                               |
| Sudáfrica                       | Johannesburgo | Aeropuerto Internacional de Johannesburgo-Oliver Reginald Tambo |
| Togo                            | Lomé          | Aeropuerto de Lomé-Tokoin HUB                                   |

## Flota

### Flota Actual

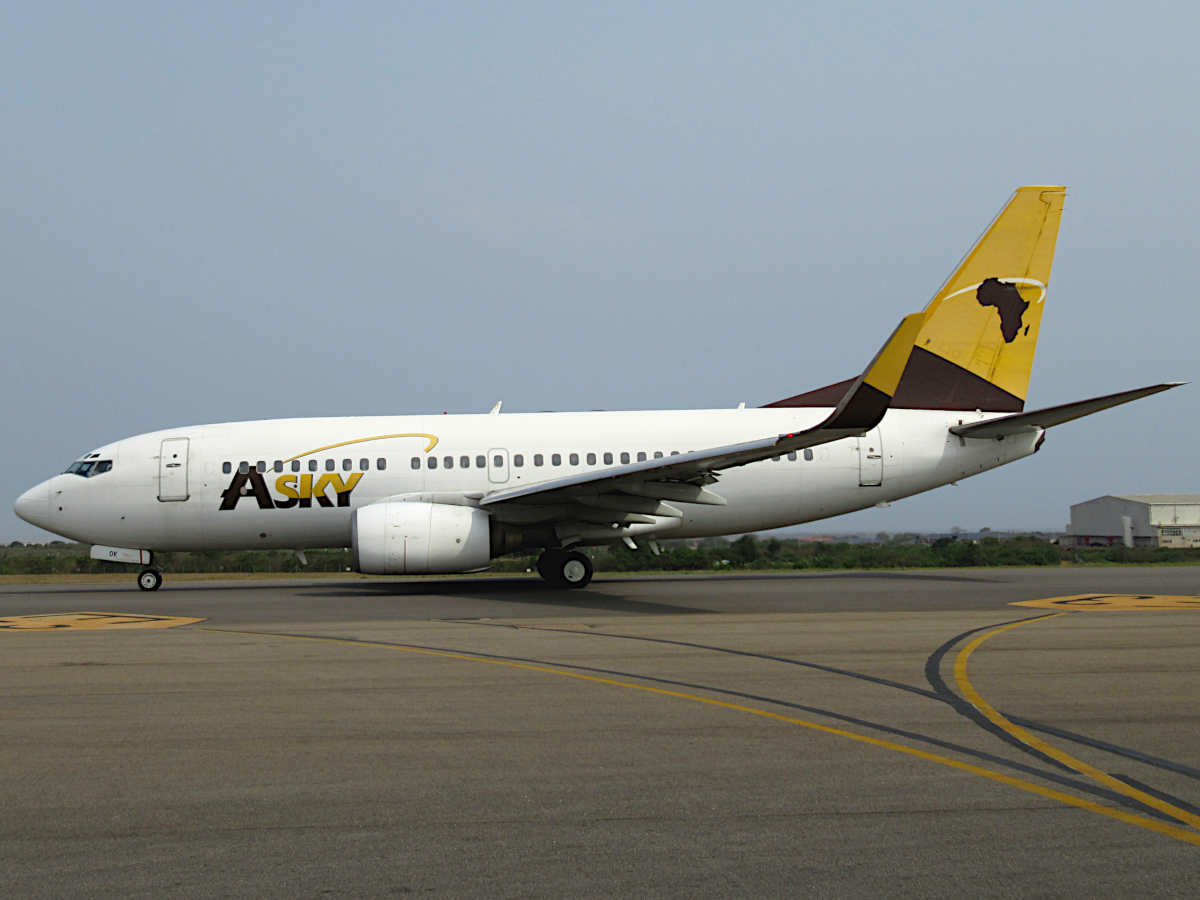
Boeing 737-700 de ASKY

La flota de la aerolínea está compuesta por las siguientes aeronaves:
| Aeronave                       | Activos | Pedidos | Pasajeros                                          | Pasajeros                                          | Pasajeros                                          | Matrículas                                         | Antigüedad                                         |
| Aeronave                       | Activos | Pedidos | C                                                  | Y                                                  | Total                                              | Matrículas                                         | Antigüedad                                         |
| ------------------------------ | ------- | ------- | -------------------------------------------------- | -------------------------------------------------- | -------------------------------------------------- | -------------------------------------------------- | -------------------------------------------------- |
| Boeing 737-700                 | 2       | —       | 16                                                 | 99                                                 | 115                                                | ET-ANG                                             | 16,1 años                                          |
| Boeing 737-700                 | 2       | —       | 16                                                 | 99                                                 | 115                                                | ET-ANH                                             | 15,9 años                                          |
| Boeing 737-800                 | 10      | —       | 16                                                 | 138                                                | 154                                                | ET-ATU                                             | 21,2 años                                          |
| Boeing 737-800                 | 10      | —       | 16                                                 | 138                                                | 154                                                | ET-ATV                                             | 16,8 años                                          |
| Boeing 737-800                 | 10      | —       | 16                                                 | 138                                                | 154                                                | ET-AXI                                             | 14,2 años                                          |
| Boeing 737-800                 | 10      | —       | 12                                                 | 156                                                | 168                                                | ET-AYU                                             | 13,6 años                                          |
| Boeing 737-800                 | 10      | —       | 12                                                 | 156                                                | 168                                                | ET-AXO                                             | 10,6 años                                          |
| Boeing 737-800                 | 10      | —       | 16                                                 | 138                                                | 154                                                | ET-APM                                             | 10,4 años                                          |
| Boeing 737-800                 | 10      | —       | 8                                                  | 156                                                | 164                                                | 5V-TTV                                             | 6,1 años                                           |
| Boeing 737-8 MAX               | 3       | —       |                                                    |                                                    |                                                    | ET-BAR                                             | 4,8 años                                           |
| De Havilland Canadá Dash 8-400 | 1       | —       | 7                                                  | 64                                                 | 71                                                 | ET-AQD                                             | 9,9 años                                           |
| Total:                         | 16      | —       | Edad media de la flota (agosto de 2024): 11,2 años | Edad media de la flota (agosto de 2024): 11,2 años | Edad media de la flota (agosto de 2024): 11,2 años | Edad media de la flota (agosto de 2024): 11,2 años | Edad media de la flota (agosto de 2024): 11,2 años |

## Accidentes e incidentes
- Un Boeing 737-400F (ET-AQV) se accidentó (se salió de la pista) en el Aeropuerto Internacional de Kotoka de Acra (Ghana). Los 3 tripulantes quedaron heridos, pero sobrevivieron. Los motores y el morro del avión quedaron severamente dañados y el avión fue almacenado y dado de baja.[5][6]